# Mohamed Amra
Pour les articles homonymes, voir Amra.
Mohamed Amra, surnommé dans le milieu criminel la Mouche, Yanis ou Schtroumpf, né le 10 mars 1994 à Rouen (France), est un criminel français impliqué dans de nombreux délits et mis en examen pour plusieurs crimes (enlèvement, séquestration, tentative d’assassinat et complicité de meurtre avec préméditation).
Il fait parler de lui à la suite de son évasion le 14 mai 2024 au péage d'Incarville, lors de laquelle deux agents pénitentiaires, Fabrice Moello et Arnaud Garcia, sont tués à l'arme à feu par les assaillants,. À la suite de son évasion filmée par les caméras de surveillance du péage, il est considéré comme « le fugitif le plus recherché de France »,.
Le 22 février 2025, il est arrêté en Roumanie.

## Biographie

### Naissance et jeunesse
Mohamed Amra naît le 10 mars 1994 à Rouen et grandit dans le quartier de la Sablière-Grammont situé dans la même ville et dans le quartier de la Madeleine à Évreux où il rencontre ses complices.

### Parcours judiciaire

#### Poursuites judiciaires classées sans suite et première condamnation
De ses 11 à ses 14 ans, il est mis en cause à dix-neuf reprises pour des faits de « port d’arme prohibée, vol par ruse, extorsion, violences, trafic de stupéfiants, association de malfaiteurs… ». Systématiquement, les affaires sont classées sans suite et il n'échoit de sa première condamnation qu'à l'âge de 15 ans, en octobre 2009,.

#### Condamnation pour rodéo urbain
Le 14 avril 2020, le tribunal correctionnel d'Évreux le condamne à trois mois de prison pour « rodéos motorisés ».

#### Condamnation pour association de malfaiteurs, vol par effraction et extorsion
Le 5 janvier 2022, la cour d'appel de Rouen le condamne à trois ans de prison pour « vol par effraction, association de malfaiteurs en vue de la commission d’un crime, extorsion par personne dissimulant son visage, destruction par moyen dangereux, vol en bande organisée, vol par effraction aggravé par une autre circonstance et violence avec arme n’ayant pas entraîné d’incapacité de travail ».

#### Mise en examen pour tentative d'extorsion, tentative d'assassinat et détention d'arme
Le 26 janvier 2022, le tribunal judiciaire de Rouen le met en examen pour « tentative d’extorsion avec arme, tentative d’assassinat et détention d’arme de catégorie B »,. En outre, il est suspecté d'avoir tiré sur le domicile de la victime de l’extorsion de fonds à Saint-Étienne-du-Rouvray le 10 octobre 2021,.

#### Mise en examen pour enlèvement et séquestration ayant entraîné la mort
Le 26 septembre 2023, la juridiction interrégionale spécialisée de Marseille le met en examen pour « complicité d’arrestation, enlèvement, séquestration ou détention arbitraire d’otage pour obtenir l’exécution d’un ordre ou d’une condition, commis en bande organisée, en état de récidive légale ; complicité de meurtre avec préméditation en bande organisée en état de récidive légale ; complicité de destruction en bande organisée du bien d’autrui par un moyen dangereux pour les personnes, en état de récidive légale ; recel en bande organisée de bien provenant de vols, en état de récidive légale ; participation à une association de malfaiteurs en vue de la préparation de crimes, en état de récidive légale ». En clair, il est suspecté d'avoir commandité, depuis sa cellule de la prison de la Santé, l'assassinat d'Ugur Tekin, un habitant de Dreux kidnappé le 15 juin 2022 dans le quartier marseillais de La Valentine ou à Aubagne et retrouvé deux jours plus tard à bord d'un Renault Kangoo calciné au Rove,,.

#### Nouvelle condamnation pour vol par effraction
Le 7 mai 2024, le tribunal correctionnel d'Évreux le condamne à dix-huit mois de prison ferme pour « vol par effraction dans un local d’habitation, aggravé par une autre circonstance ». Concrètement, il est accusé d'avoir commis sept vols entre le 13 août et le 19 octobre 2019 dans le département de l'Eure, notamment dans des supermarchés et commerces de la banlieue d'Évreux,.
« Au jour de son évasion », Mohamed Amra « totalise 15 condamnations », deux mises en examen et « est suspecté d’être impliqué » dans « cinq autres procédures ». Par ailleurs, l'office anti-stupéfiants le considère comme un baron de la drogue capable d'acheminer de la drogue depuis les Caraïbes jusqu’à Marseille,,.

### Tentative d'évasion de la maison d'arrêt d'Évreux
Le 11 avril 2024, Mohamed Amra, détenu depuis le 26 septembre 2023 à la prison des Baumettes à Marseille, est transféré à la maison d'arrêt d'Évreux,. Le 12 ou le 13 mai 2024, il tente de s'évader de cette dernière en sciant les barreaux de sa cellule, ce qui lui vaut d'être placé à l'isolement en quartier disciplinaire,,.

### Évasion au péage d'Incarville et cavale dans le territoire français
Le 14 mai 2024, Mohamed Amra s'évade lors d'un transfert.
Après avoir été entendu par un juge d'instruction au tribunal judiciaire de Rouen dans le cadre de sa mise en examen pour tentative de meurtre,, le convoi de Mohamed Amra arrive au niveau du péage d'Incarville, situé dans la commune de Val-de-Reuil (Eure), sur l'autoroute A154. Après avoir passé la barrière, le convoi est percuté par une voiture-bélier, dont des individus descendent et ouvrent immédiatement le feu à l'aide d'armes de guerre. Un autre véhicule occupé par des personnes armées bloque le convoi à l'arrière de la voie de péage. Mohamed Amra, menotté, est extrait du véhicule et l'ensemble des individus prend la fuite, après avoir tenté d'incendier la voiture bélier. Deux agents pénitentiaires — Fabrice Moello, 52 ans, et Arnaud Garcia, 34 ans — sont tués lors de l'attaque. Il s'agit des premiers morts en service de l'administration pénitentiaire depuis le 11 septembre 1992. Trois de leurs collègues du pôle de rattachement des extractions judiciaires (PREJ) de Caen, également affectés au transfert, sont quant à eux blessés, dont deux grièvement,,.
Deux véhicules sont retrouvés calcinés plus tard dans la journée au niveau des communes de Houetteville et Gauville-la-Campagne (Eure). Le lendemain de l'attaque, Interpol émet une notice rouge à l'encontre de Mohamed Amra.

### Arrestation en Roumanie
Dès cette évasion, la chasse à l'homme est menée avec des moyens très importants : « des centaines d’interceptions téléphoniques, 90 géolocalisations de véhicules, 65 sonorisations de lieux… ». Grâce à des écoutes, en particulier celles d'un proche ami de Amra qui est déjà en prison et auquel on a procuré des téléphones piégés, la police suit les déplacements de Amra à Compiègne puis à Rouen, sans toutefois parvenir à l'intercepter. Par téléphone, Amra donne sans cesse de nouvelles instructions concernant le trafic de drogue et des assassinats ciblés. Le 5 novembre 2024, un ensemble de membres de son gang sont arrêtés dans le cadre de différentes affaires criminelles.
Le 22 février 2025, après plusieurs mois de cavale, Amra est arrêté aux alentours de 15 h 30 en Roumanie, près d'un centre commercial à Bucarest, alors qu'il se préparait à une intervention de chirurgie esthétique. Son interpellation a lieu à près de 2 000 km du lieu de son évasion, survenue le 14 mai 2024 au péage d’Incarville, dans l'Eure,. Une dizaine de complices présumés sont arrêtés en France et en Espagne. Deux autres gangsters sont arrêtés le 23 février 2025 à Marrakech.

### L'après arrestation

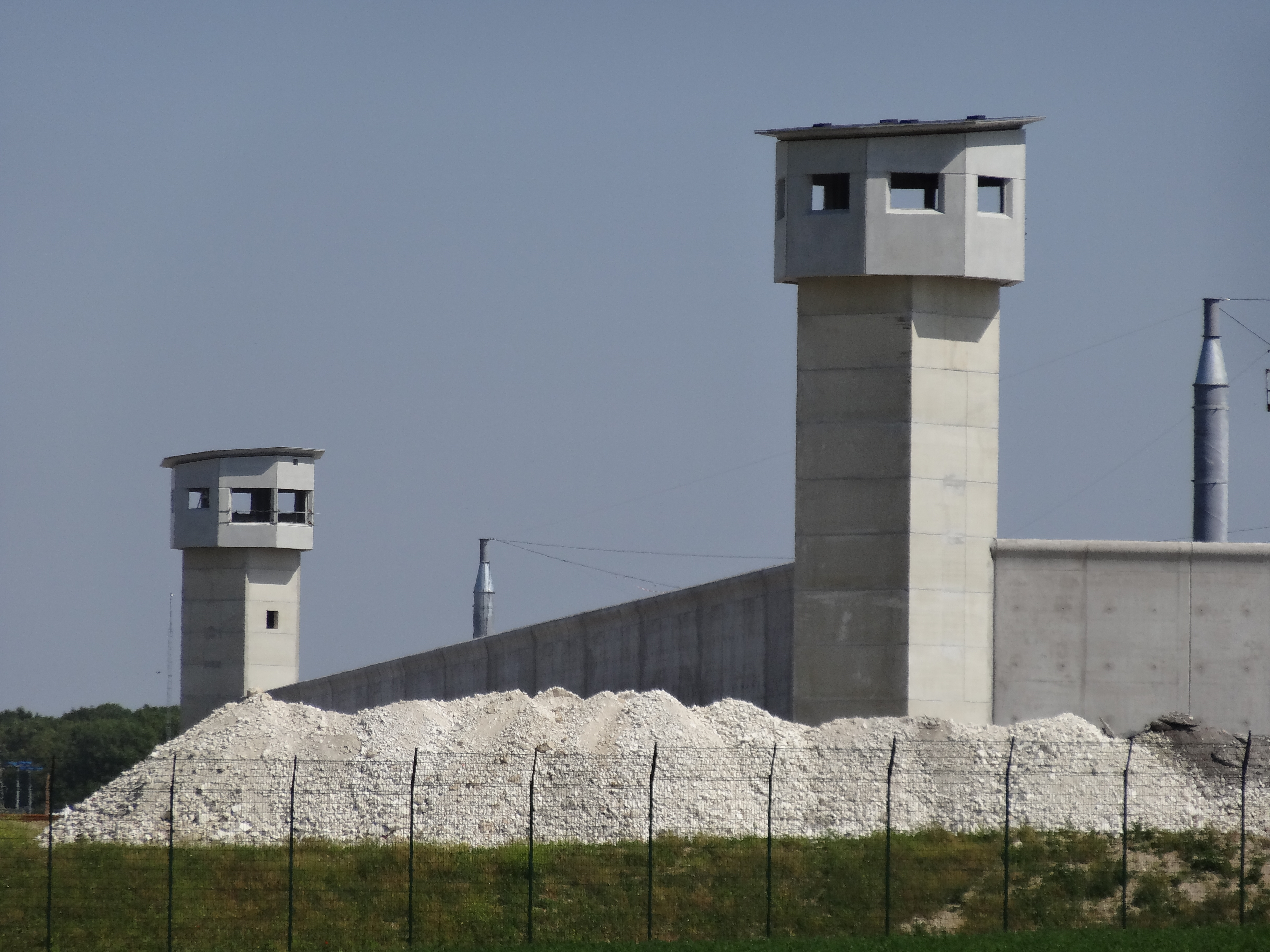
Miradors du Centre pénitentiaire de Vendin-le-Vieil.

Arrivé en France, il est mis en examen et incarcéré dans la nuit du 25 au 26 février 2025 au centre pénitentiaire d'Alençon-Condé-sur-Sarthe, avant d'être transféré au centre pénitentiaire de Vendin-le-Vieil le 24 juillet.
En mars 2025, des proches du rappeur Koba LaD sont soupçonnés d’avoir joué un rôle central dans l’évasion de La Mouche. Surnommé la Black Manjak Family, le groupe comprend entre autres quatre proches de Koba LaD. Un associé du rappeur, nommé Hervé Mendy, est placé en garde à vue le 3 mars 2025. Ce dernier a été acquitté d'un meurtre en 2018 par manque de preuves.
Le 24 mars 2025, une quatrième vague d'interpellations est effectuée et 24 nouvelles personnes sont interpellées dont le rappeur Koba LaD.